# УРСТ Лев (Карлсфельд)
УСТ «Лев» (Українське Руханково-Спортове Товариство «Лев») — українське спортивне товариство з німецького міста Карлсфельд.
Зосереджені в українськім таборі в Карлсфельді біля Мюнхену (бараки фірми БМВ) наші спортовці зразу же з літа 1945 року почали спортивну діяльність. Українське Руханково-Спортове Товариство «Лев» засновано в таборі в Карлсфельді біля Мюнхена 19 вересня 1945 року.
У травні 1946 року карлсфельдський табір розділено до Міттенвальду, Берхтесґадену і до Мюнхену-Фрайману. УРСТ «Лев» переїхало до Міттенвальду й надалі вело там свою діяльність як «Лев» (Міттенвальд).